# 和英辞典
和英辞典（わえいじてん）は、日本語を英語で理解する辞典（二言語辞典）である。

## 概要
用例は日本語用例を英語で解説する。言語が異なると単語や表現は一対一で対応するものではなく、概念に文化的背景があるために用例や解説が必要となる。成立からみると、英和辞典は欧米の辞典の邦訳を基礎に日本人の英語学習上の改善を加えながら発達してきたが、和英辞典は幕末における当時の英語ネイティブ話者による日本語と日本語文法の解析から始まり、徐々に語彙を伸ばし、日本人向けの英語による「日本語表現辞典」にまで発達を遂げてきた。

## 歴史

### 最初の和英辞典
日本最初の和英辞典は1867年（慶應3年）に美国平文（アメリカのジェームス・カーティス・ヘボン）編集により横浜で出版された『和英語林集成』である。和英2万0772語と英和1万0030語をアルファベット順のローマ字の見出しに片仮名表記と漢字表記を添え、品詞を明示し、英語による語釈を加えた上で、用例と同義語を記した。
ヘボンは幕府洋学調所に印刷を打診したが、いまだ印刷技術や資源が十分でなく、やむなく上海の美華書館 (American Presbyterian Press) に原稿を運び、印刷した。片仮名と平仮名および日本の漢字の活字は、同行した岸田吟香の書による。印刷費は約1万ドル、紙は英国製で2000ドルかかったため、販売価格は約20両といわれている。日本語を初めて横組みした出版物でもあり、明治30年ごろまで他の辞典を寄せ付けないほどの影響力を持った。ヘボンは後に聖書を日本語に翻訳しており、そのためにも日本語を学習する必要があった。出来上がったこの辞典は聖書翻訳のためのものにとどまらず、広く一般の用を目的に売り出され、日本を世界に広く開いたといえる。同時にロンドンでも発売され、初めての近代日本語辞典として列国が使用した。
1872年（明治5年）には、和英2万2949語と英和1万4266語を収録し、政治的・社会的な変化と西洋科学・文学・制度の導入を反映した第2版が出た。Introductionでの日本語概説と日本文法を大幅に増加している。この編纂には奥野昌綱が協力した。1877年（明治10年）発行の日本初の和独辞典『和獨對譯字林』（ルドルフ・レーマン）は、このヘボン辞書第2版の独訳である。
1886年（明治19年）には第3版が出る。和英3万5618語、英和1万5697語と、新しい時代の語彙とともに、古事記・万葉集などから古語も収録した。現代語の発音に近いローマ字綴りとし、これが「ヘボン式（標準式）ローマ字」と呼ばれるものである。日本人は高橋五郎が編集に協力した。
ヘボンは編纂に当たって、江戸末期の諸文献にあたり、医者として接したさまざまな身分の日本人と接し、どの発音がもっとも正式かと生きた日本語の収集に当たっているため、この辞典は当時の日本語を反映する資料として重要なものとなっている。このため、現代でも小学館『日本国語大辞典』や新潮社『新潮現代国語辞典』には、ヘボン語彙とヘボンの用例が掲載されている。金田一春彦によれば、高橋五郎の『和漢雅俗いろは辞典』や大槻文彦の『言海』などの近代的国語辞典に影響を与えているという。
『和英語林集成』は明治学院大学図書館が2006年3月、デジタルアーカイブを作り、原稿から各版・縮約版・偽版までを比較検索できるシステムを公開している。

### その後の和英辞典
その後、ヘボンの辞典をもとに、室町時代からある日本流の辞典「節用集」の形式を採り入れたり、項目をいろは順に並べ替えたりした和英辞典が日本人の手によって次第に工夫されるようになった。
続く独自の和英辞典は、フランシス・ブリンクリー・南条文雄・岩崎行親共編『和英大辞典』1896年（明治29年）三省堂刊である。語彙は約5万語。ヘボン辞書と同じく、外国人のために日本語概要（Introduction）が付く。百科事典的であり、日本の動植物や日本の事物について挿画がある。専門用語の付訳を数人の専門の学者に依頼した。 以後、明治の末までは最大の和英辞書であった。
以下、次のように発行されていく。
- 1905年（明治38年） - 新渡戸稲造・高楠順次郎編『新式日英辞典』三省堂
- 1909年（明治42年） - 井上十吉『新譯和英辞典』三省堂
- 1918年（大正7年） - 武信由太郎『武信和英大辞典』研究社
- 1921年（大正10年） - 井上十吉『井上和英大辞典』 至誠堂
- 1924年（大正13年） - 竹原常太『スタンダード和英大辞典』宝文館
- 1928年（昭和3年） - 斎藤秀三郎『和英大辞典』日英社

これは特筆すべき和英辞典である。日本人が日本の文化を発信するための和英辞典となっていて、日本語独特の表現や言い回し、感情などを英語で表現するために編集されている。
- 1931年（昭和6年） - 『研究社新和英大辞典』研究社
- 1954年（昭和29年） - 勝俣銓吉郎『研究社和英大辞典』研究社

和英辞書の語順は、ローマ字によるアルファベット順に始まり、当時の日本語の順番である「いろは順」がこれに続き、五十音順は明治の後期になってからである。
和英辞典は、ほとんどの電子辞書にも搭載されている。オンラインの辞書サイト、パーソナルコンピュータやスマートフォンなどの辞書アプリケーションでも和英辞典は定番である。

## 用途
和英辞典は単一ではない。和英辞典の編集方針の理解は、和英辞典を理解するときにきわめて重要である。
英語学習者向けや一般向けの辞典があるほか、『ステッドマン医学大辞典―英和・和英』や『科学技術45万語和英対訳大辞典』のように専門分野に特化した和英辞典があるので、使用者の用途に合わせて選ぶことが肝要である。
1. 英語学習のための和英辞典の特性
  - 英語学習における和英辞典 - 1つの日本語がどのように英語に対応するか、知ることができる。
  - 英文を書く場合の和英辞典 - 1つの日本語がどのように英語に対応するか、知ることができる。ただし、実際の英文を書くには、もう一度英和辞典を引いて慣用的用法を確かめた方がよい。つまり、英和からの検証が必要な辞典が多い。
2. 日本人の文化を表現するための和英辞典の特性
3. 外国人が日本語とその文化を学ぶための和英辞典の特性